# Punto Libra

Equinoccio vernal o primer punto de Aries y su opuesto, primer punto de Libra.

En astronomía, se denomina punto Libra al punto de la eclíptica a partir del cual el Sol pasa del hemisferio norte terrestre al hemisferio sur, lo que ocurre en el equinoccio de septiembre, sobre el 23 de septiembre (iniciándose el otoño en el hemisferio norte del planeta y la primavera en el hemisferio sur). Los planos del ecuador celeste y la eclíptica (el plano formado por la órbita de la Tierra alrededor del Sol o el movimiento aparente del Sol a lo largo de un año) se cortan en una recta, que tiene en un extremo el punto Aries y en el extremo diametralmente opuesto, el punto Libra.[cita requerida]

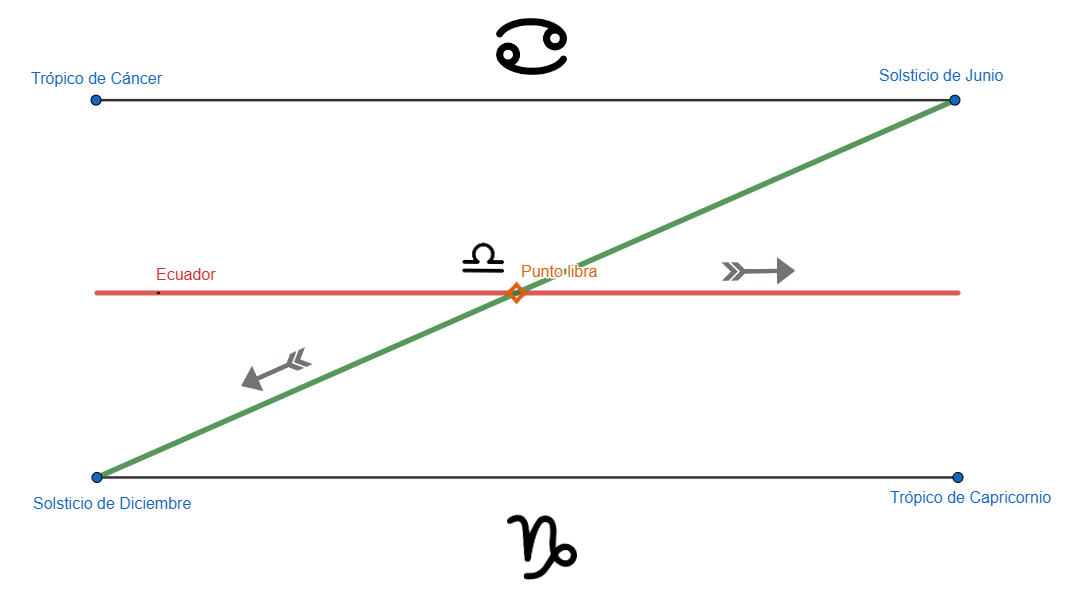
Diagrama que muestra la intersección de la eclíptica (verde) con el ecuador celeste (rojo) en el Punto Libra, correspondiente al equinoccio de septiembre. Se incluyen los trópicos de Cáncer y Capricornio, los solsticios y la dirección de la precesión de los equinoccios.

Su ascensión recta es de 12 horas y su declinación es nula. Debido a la precesión de los equinoccios, este punto retrocede 50,290966” al año, por lo que a octubre del 2016 el punto Libra ha dejado de estar en la constelación Libra y pasa a estar en su vecina Virgo.[cita requerida]

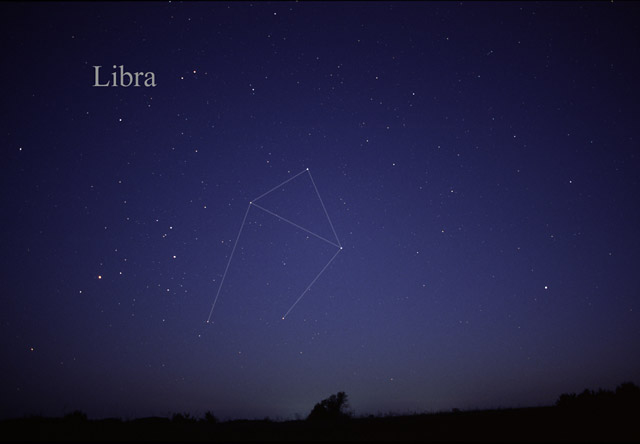
Constelación Libra

[cita requerida]